# Юджел Атилла
Юджел Наим Атилла е български политик от Движението за права и свободи (ДПС), народен представител в XXXVII народно събрание от 29-и многомандатен район – Хасково.

## Биография и образование
Юджел Атилла е роден 11 май 1961 г. в гр. Хасково. Женен е за Елван Атилла.
Завършва висше икономическо образование със специалност „Счетоводство и контрол“.

## Професия
От 2008 до 2009 г. Юджел Атилла е представител на държавата в Борда на „Летище София“ ЕАД и член на управителния съвет на Държавно предприятие „Ръководство на въздушното движение“ от 2013 до 2014 г.

## Политическа дейност
Юджел Атилла е член на ръководството на ДПС, като през 1996 г. е говорител на Парламентарната група на партията. Бил е началник на канцеларията на Ахмед Доган и сочен за един от водачите на т.нар. „младотурци“ в ДПС. Напуска парламента през 1998 г. по собствено желание. Областен лидер на ДПС в Хасково и заместник-министър на транспорта в кабинета на Сергей Станишев (2005 – 2008 г.). Депутат в XXXVII народно събрание от 29-и многомандатен избирателен район – Хасково.